# Fränkisch-Crumbach
Fränkisch-Crumbach är en kommun och ort i Odenwaldkreis i Regierungsbezirk Darmstadt i förbundslandet Hessen i Tyskland.